# دراسة نظام غذائي كلي
دراسة نظام غذائي كلي (بالإنجليزية: Total Diet Study)‏، هوالتقييم السنوي الجاري لهيئة الأغذية والعقاقير الأمريكية (إدارة الغذاء والدواء) للاستهلاك الغذائي الأمريكي المتوسط من حوالي 800 من الملوثات والمغذيات منذ 1961 .

## الوصف
تعتبر دراسة النظام الغذائي الكلي هي التقييم السنوي المستمر لإدارة الغذاء والدواء الأمريكية (إدارة الغذاء والدواء) متوسط الاستهلاك الغذائي للمستهلكين من حوالي 800 ملوثات ومغذيات. ولهذا الجهد المبذول، يقوم مركز السلامة الغذائية والتغذية التطبيقية في كلية بارك ميريلاند، بشراء وتجهيز وتحليل حوالي 280 نوع من الأطعمة والمشروبات من المناطق التي تمثل البلد أربع مرات في السنة". ولجعل التقديرات واقعيه بقدر الإمكان يتم شراء الأطعمة من نفس الأماكن "كما يفعل المستهلكون" في كل منطقة من المناطق الأربعة في البلد (الشمال الأوسط والغرب والجنوب والشمال الشرقي). والمشتريات أو سلال السوق لابد أن تكون متطابقة قدر الإمكان. ويتم شراؤها من المتاجر الكبرى ومحلات البقالة ومطاعم الوجبات السريعة في ثلاث مدن لكل منطقة والتي تتغير كل عام.
ويعتبر مختبر هيئة الأغذية والعقاقير الأمريكية بمدينه كانساس، لينيكسـ هو المختبر المركزي للبلد ويعد ويحلل كل نوع من الغذاء، ويجمع عينات من 3 مدن من منطقة لجعل عينة واحدة مركبة. وتعد الأطعمة «كما يرغب المستهلكين» وتشمل عملية الإعداد والغسيل والتقشير والطهي. ولا يتم تحليل النويدات المشعة إلا من اثنين من سلال السوق سنويا في مركز هيئة الأغذية والعقاقير الأمريكية الهندسية والتحليلية في ونشستر- ماستوشتس.
ومن خلال التحليل تقوم هيئة الأغذية والعقاقير الأمريكية بتقييم متوسط الاستهلاك بواسطة جميع السكان في الولايات الأمريكية، وتقسم حسب العمر والجنس (من سن 14 سنة فصاعداً) كل عام. وتعدل قائمة الطعام كل 10 سنوات لمرعاة الاتجاه الغذائي وتغيير أنماط ما يأكله الناس. وبالمثل يمكن تعديل البيانات المتعلقة بكمية الأطعمة التي تناولها المستهلكون.
وتنص هيئة الأغذية والعقاقير الأمريكية على أن تتبع الاتجاهات الغذائية واتجاهات استهلاك الملوثات والمغذيات في النظام الغذائي الأمريكي العادي، وتطويرالتداخلات للحد من المخاطر، حسب الحاجة في برامجها الخاصة بسلامة الأغذية وتغذيتها.